# Valldaura (metropolitana di Barcellona)
Valldaura è una stazione della linea 3 della Metropolitana di Barcellona.
La stazione fu inaugurata nel 2001 come estensione della linea.
La stazione è in sotterranea e si trova sotto Passeig de Valldaura tra Carrer Canigó e Carrer Hedilla